# Eliteserien w hokeju na lodzie
Eliteserien – najwyższa klasa rozgrywek hokeja na lodzie w Norwegii.

## Historia
Rozgrywki początkowo nosiły nazwę Hovedserien (do 1939), następnie – Mistrzostw Norwegii w hokeju na lodzie, przez dwa sezony w latach 1939–1946. Do 1990 – 1. divisjon (pol. pierwsza dywizja), następnie – po całkowitej reorganizacji, zmieniły nazwę na Eliteserien (pol. liga elitarna). Ta nazwa obowiązywała do 2004, gdy firma telewizyjna UPC stała się głównym sponsorem rozgrywek (wówczas nastąpiła zmiana na UPC-ligaen). Jako że w 2006 przedsiębiorstwo to zmieniło nazwę na GET, nastąpiła również zmiana nazwy rozgrywek na GET-ligaen. Pod tą nazwą liga funkcjonowała do sezonu 2019/2020. Od października 2020 z uwagi na nowego sponsora tytularnego rozgrywki Eliteserien noszą marketingową nazwę
- Hovedserien (1934–1939)
- Mistrzostwa Norwegii w hokeju na lodzie (1939–1946)
- Norweska 1. Divisjon (1946–1990)
- Eliteserien (1990–2004)
- UPC-ligaen (2004–2006)
- GET-ligaen (2006–2020)
- Fjordkraft-ligaen (2020–)

## Edycje
| - 1935: SFK Trygg - 1936: Grane SK - 1937: Grane SK - 1938: SFK Trygg - 1939: Grane SK - 1940: Grane SK - 1941-1945: nie rozgrywano - 1946: SK Forward - 1947: IL Mode - 1948: SK Strong - 1949: Furuset IF - 1950: Gamlebyen IF - 1951: Furuset IF - 1952: Furuset IF - 1953: Gamlebyen IF - 1954: Furuset IF - 1955: Gamlebyen IF - 1956: Gamlebyen IF - 1957: Gamlebyen IF - 1958: Gamlebyen IF - 1959: Gamlebyen IF - 1960: Vålerenga - 1961: IK Tigrene - 1962: Vålerenga - 1963: Vålerenga - 1964: Gamlebyen IF - 1965: Vålerenga |  | - 1966: Vålerenga - 1967: Vålerenga - 1968: Vålerenga - 1969: Vålerenga - 1970: Vålerenga - 1971: Vålerenga - 1972: Hasle-Løren IL - 1973: Vålerenga - 1974: Hasle-Løren IL - 1975: Frisk Tigers - 1976: Hasle-Løren IL - 1977: Manglerud Star - 1978: Manglerud Star - 1979: Frisk Tigers - 1980: Furuset IF - 1981: Stjernen - 1982: Vålerenga - 1983: Furuset IF - 1984: Sparta Bears - 1985: Vålerenga - 1986: Stjernen - 1987: Vålerenga - 1988: Vålerenga - 1989: Sparta Bears - 1990: Furuset IF - 1991: Vålerenga - 1992: Vålerenga |  | - 1993: Vålerenga - 1994: Lillehammer IK - 1995: Storhamar - 1996: Storhamar - 1997: Storhamar - 1998: Vålerenga - 1999: Vålerenga - 2000: Storhamar Dragons - 2001: Vålerenga - 2002: Frisk Tigers - 2003: Vålerenga - 2004: Storhamar Dragons - 2005: Vålerenga - 2006: Vålerenga - 2007: Vålerenga - 2008: Storhamar Dragons - 2009: Vålerenga - 2010: Stavanger Oilers - 2011: Sparta Warriors - 2012: Stavanger Oilers - 2013: Stavanger Oilers - 2014: Stavanger Oilers - 2015: Stavanger Oilers - 2016: Stavanger Oilers - 2017: Stavanger Oilers - 2018: Storhamar Dragons - 2019: Frisk Asker - 2020: nie wyłoniony wskutek pandemii COVID-19 - 2020: nie wyłoniony wskutek pandemii COVID-19 - 2022: Stavanger Oilers - 2023: Stavanger Oilers - 2024: Storhamar Dragons - 2025: Storhamar Dragons |

## Nagrody indywidualne
Po zakończeniu sezonu rokrocznie przyznawanych jest szereg nagród indywidualnych:
- Gullpucken (Złoty Krążek) – nagroda dla najlepszego norweskiego hokeisty w danym sezonie. Laureat jest wybierany spośród wszystkich norweskich hokeistów i nie musi występować w narodowych rozgrywkach GET-ligaen.
- GET-ligaen Playoff MVP – nagroda dla Najbardziej Wartościowego Gracza fazy play-off.